# تراسي أندرسون
تراسي أندرسون (بالسويدية: Tracey Andersson)‏ هي منافسة ألعاب القوى سويدية، ولدت في 5 ديسمبر 1984.

## وصلات خارجية
- تراسي أندرسون على موقع الاتحاد الدولي لألعاب القوى (الإنجليزية)